# ويليام هاريس (منتج مسرحي)
ويليام هاريس (بالإنجليزية: William Harris)‏ هو منتج مسرحي ‏ أمريكي، ولد في 1844، وتوفي في نوفمبر 1916.